# Musée Pera
Le musée Pera (Pera Müzesi) est une galerie d'art et un musée privé d’Istanbul, fondé en 2005 par la « Fondation Suna et İnan Kıraç », Suna Kıraç étant la benjamine des enfants du magnat de l'automobile, Vehbi Koç (İnan Kıraç est son époux). La collection est abritée dans les locaux de l'ancien Hôtel Bristol, œuvre de l'architecte gréco-ottoman Achille Manoussos édifiée dans le faubourg Tepebaşı du quartier Beyoğlu en 1893.

## Expositions permanentes
Le musée expose en permanence trois collections : poids et mesures d'Anatolie, émaux et céramiques de Kütahya, et art du Proche-Orient. La collection des Orientalistes comprend plus trois cents tableaux de maîtres européens inspirés par le monde ottoman du XVIIe au début du XIXe siècle. L'un des clous de cette collection est le chef-d'œuvre d’Osman Hamdi Bey, Le Dresseur de tortues.

## Spectacles
Le musée, grâce à un espace polyvalent, un auditorium et des salles annexes, est aussi le théâtre de nombreux événements culturels. Il y a au premier étage une librairie et un café, avec l’auditorium, le hall et un espace de jeux pour les enfants au rez-de-chaussée.

## Extensions en cours
La Fondation Suna et İnan Kıraç a confié à l’architecte Frank Gehry la conception du nouveau complexe culturel, le « Centre culturel Suna Kıraç » (Suna Kıraç Kültür Merkezi), à l'emplacement de l’actuel siège de la TRT Tepebaşı (situé dans le sqaure en face du Musée Pera et jouxtant l’Hôtel Pera Palace). Les travaux sont en instance de l'autorisation du Conseil des Monuments Historiques et de la Communauté d'Agglomération d'Istanbul. Le personnel de TRT et leur équipement seront transférés dans les faubourgs d’Ortaköy et Harbiye, à Istanbul.

## Admission et réservations
horaires du musée
- de mardi à Samedi : 10h00 - 19h00
- dimanche : 12h00 - 18h00
- fermé le lundi

Admission
Plein tarif : 10 TRY, Groupes: 7 TRY (10 personnes ou plus), tarif réduit : 5 TRY (pour les enseignants, les étudiants et scolaires de plus de 12 ans, et les visiteurs de plus de 60 ans)
- entrée gratuite pousr les enfants de moins de 12 ans, les handicapés et leurs accompagnateurs.

Guide audio
4 TRY
Adresse
no 65 Meşrutiyet Caddesi 

34443 Tepebaşı - Beyoğlu - İstanbul

## Pinacothèque
Tableaux de la période ottomane :

Le Dresseur de tortues, tableau d’Osman Hamdi Bey, 1906
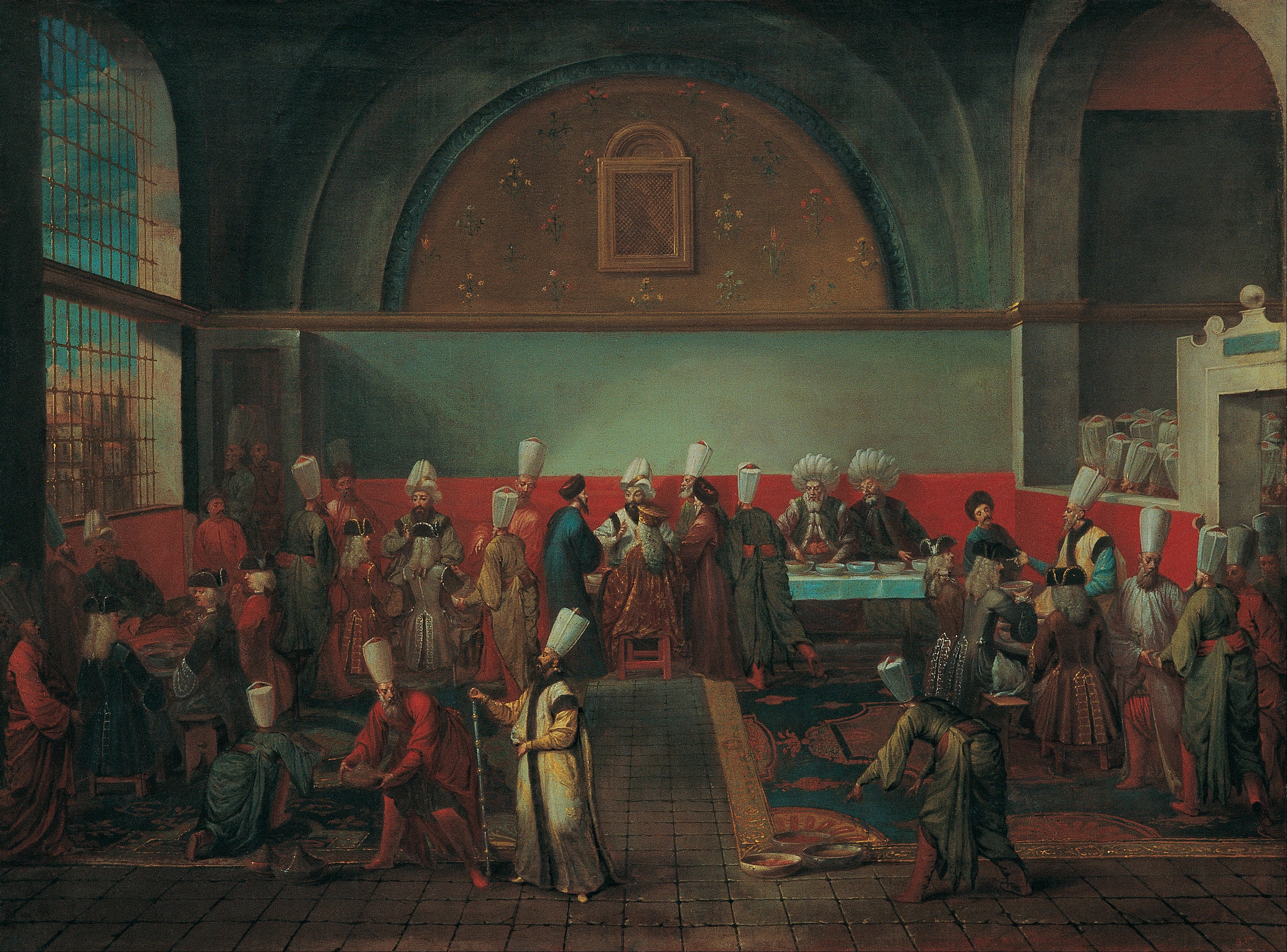
Réception des ambassadeurs au Palais de Topkapı à Istanbul sous le règne du Sultan Ahmed III, tableau de Jean-Baptiste van Mour, 1725.
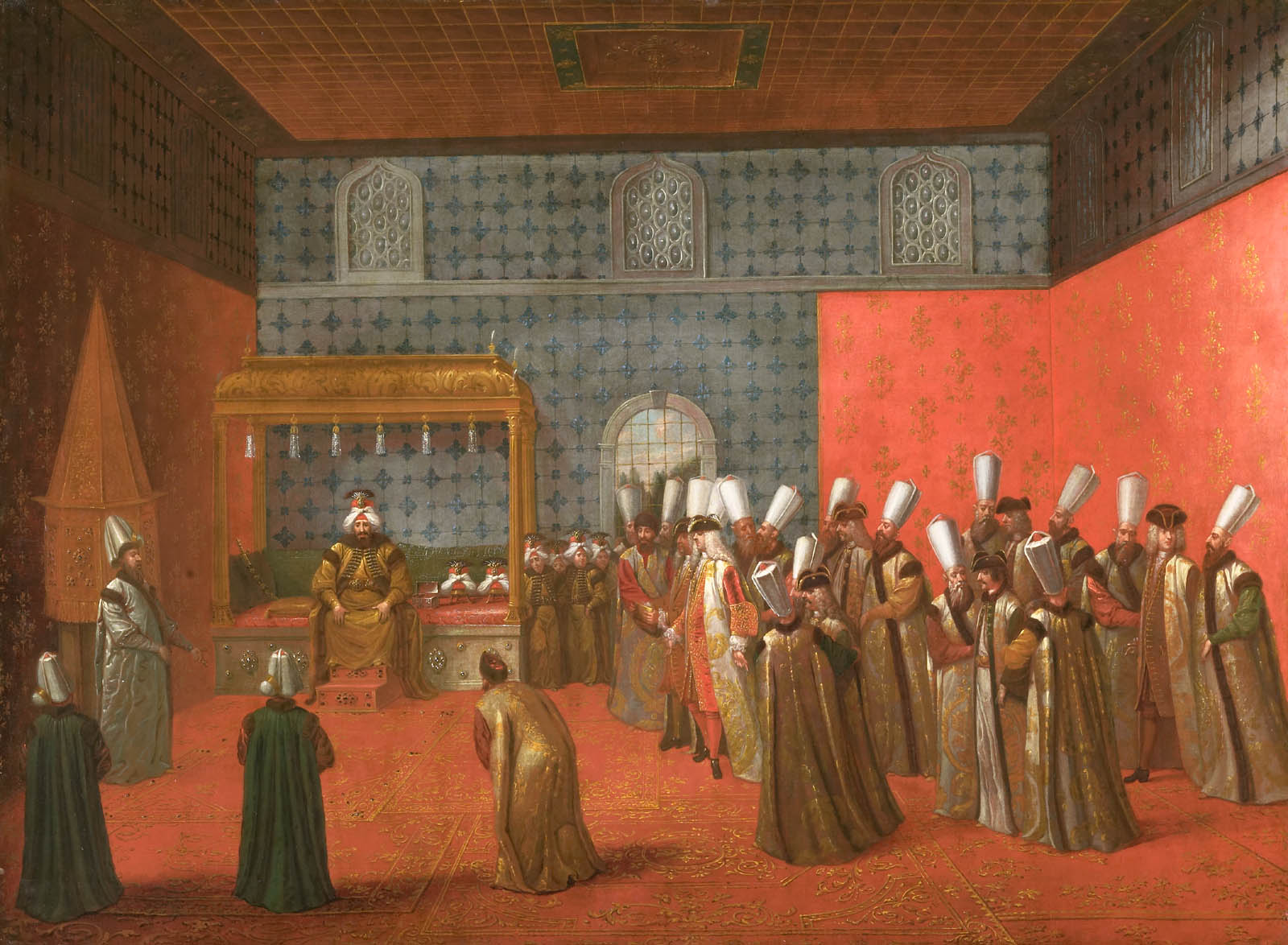
Le sultan ottoman Ahmed III reçoit l’ambassadeur néerlandais Cornelis Calkoen au Palais de Topkapı en 1727, tableau de Jean-Baptiste van Mour, 1727.
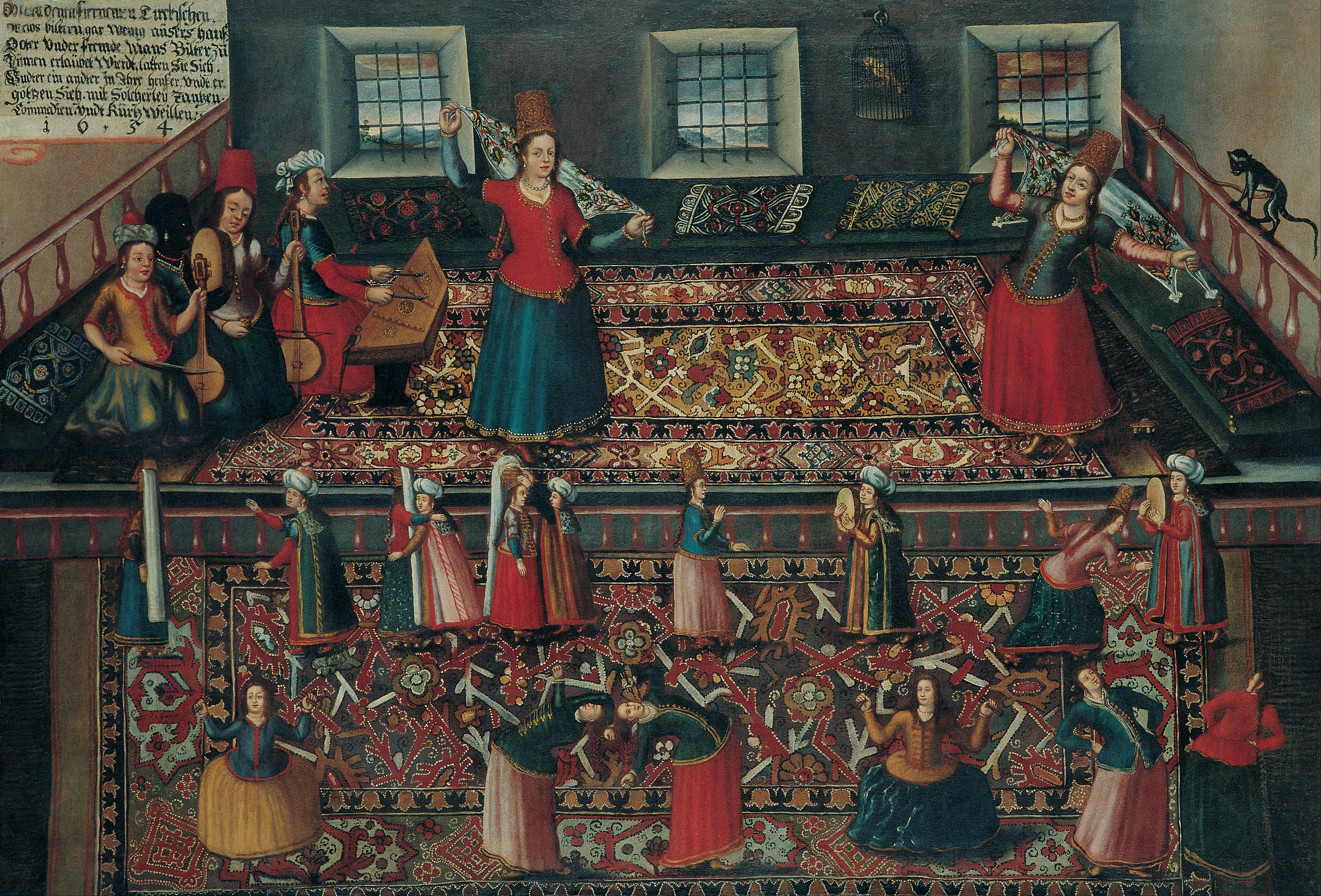
Le harem du Palais de Topkapı, tableau de Franz Hermann, 1652.
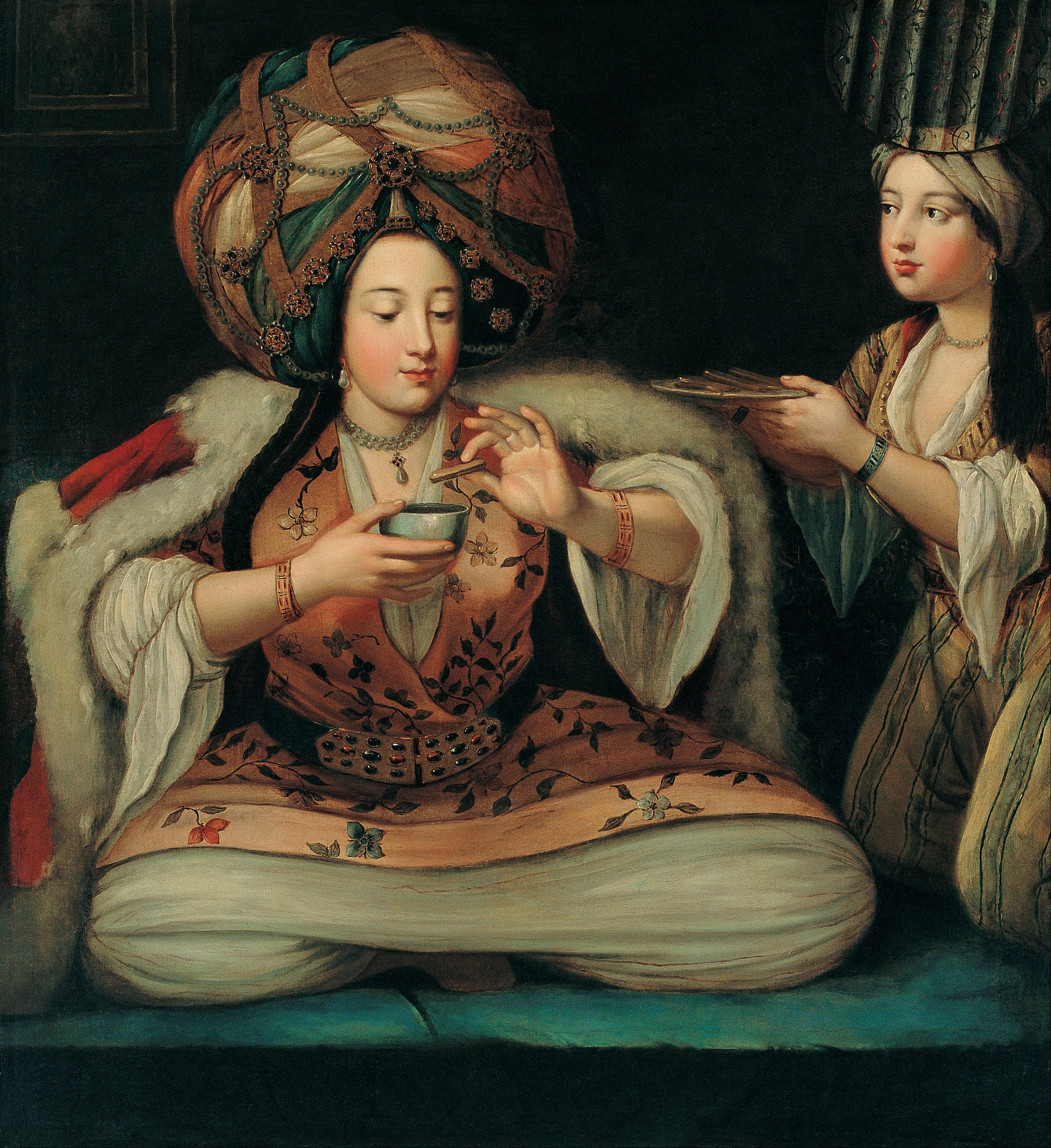
Le café, tableau d'un anonyme de l'École française.
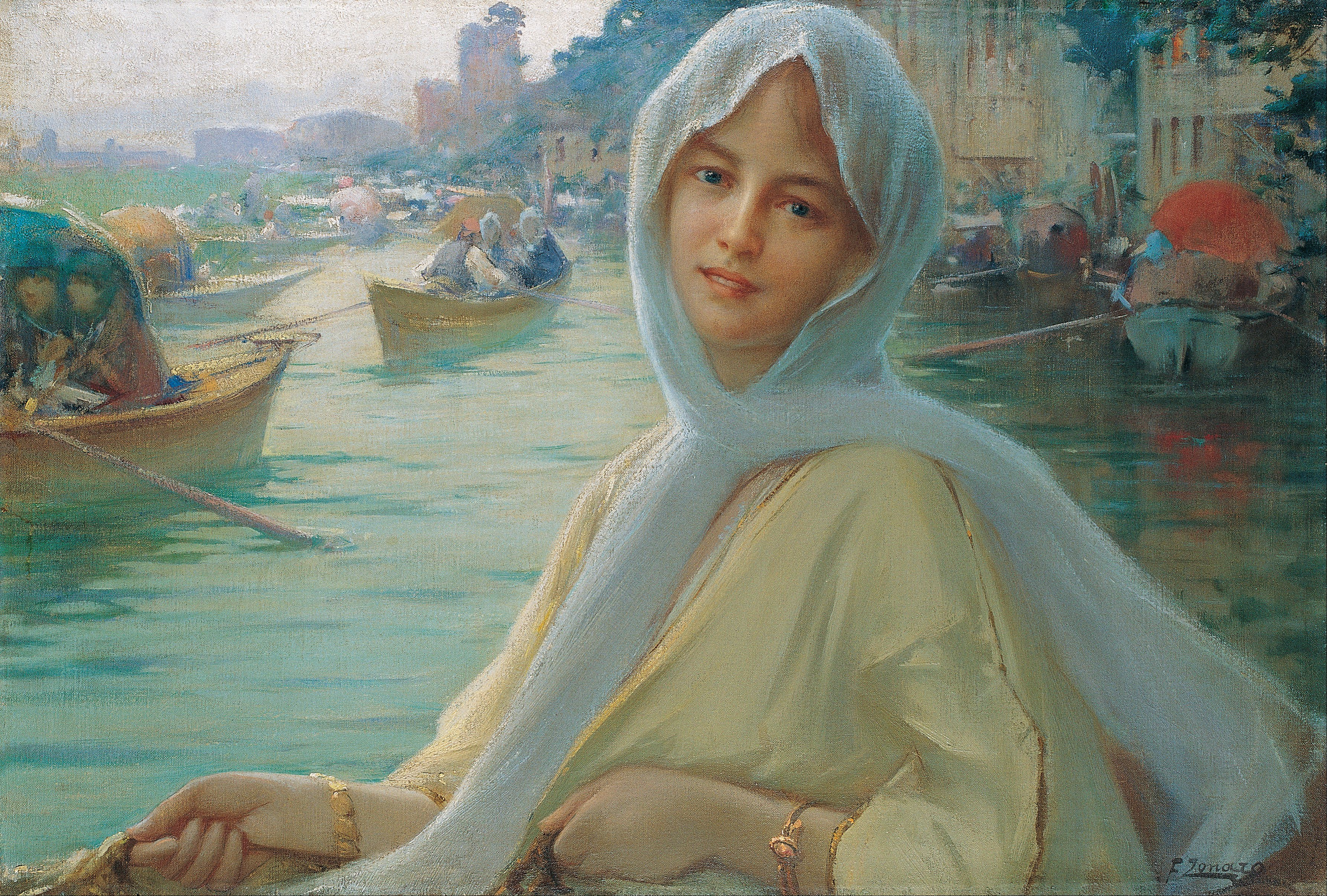
Les délices de la baie de Göksu, tableau de Fausto Zonaro.
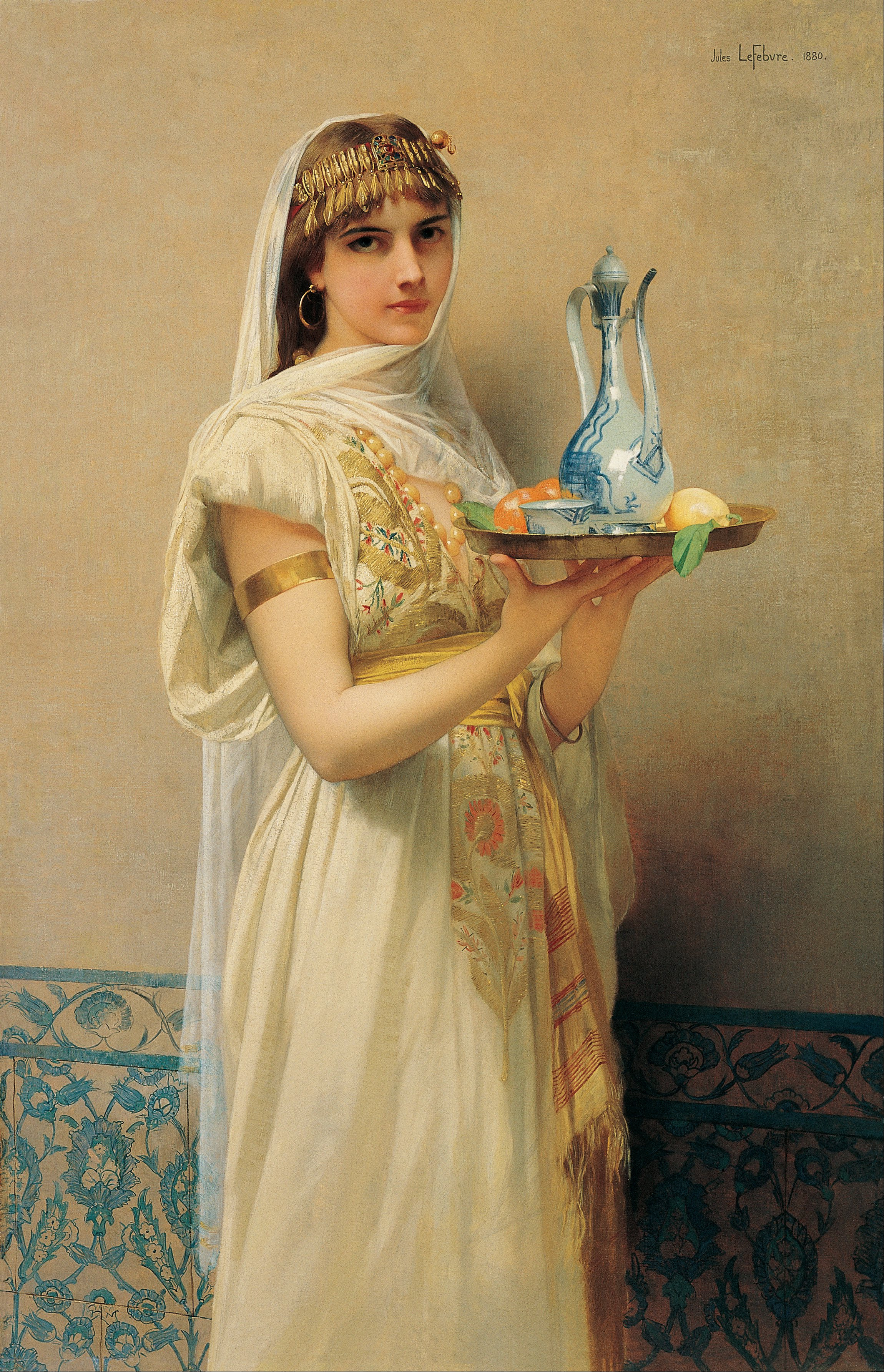
La servante, tableau de Jules-Joseph Lafèbre, 1880.
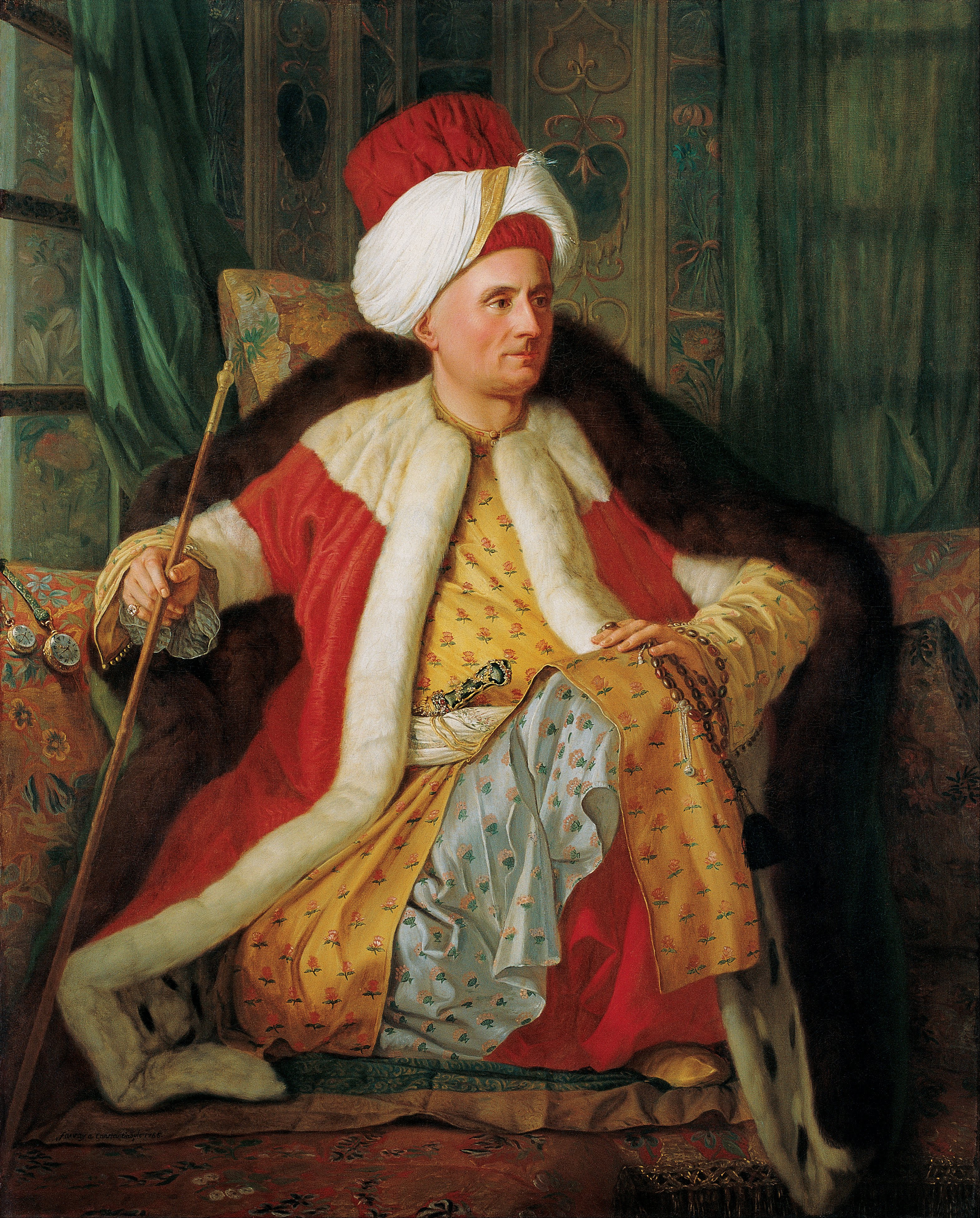
L’ambassadeur de France Charles Gravier de Vergennes en costume ottoman, tableau d’Antoine de Favray, 1766.
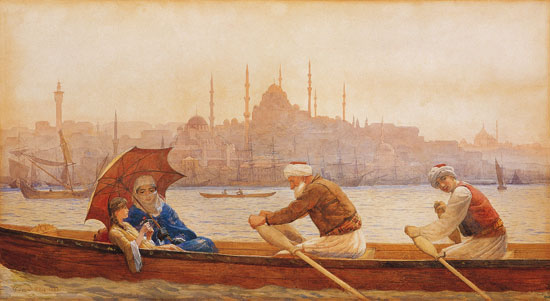
Excursion sur la Corne d'Or, tableau de Tristram James Ellis, 1888.
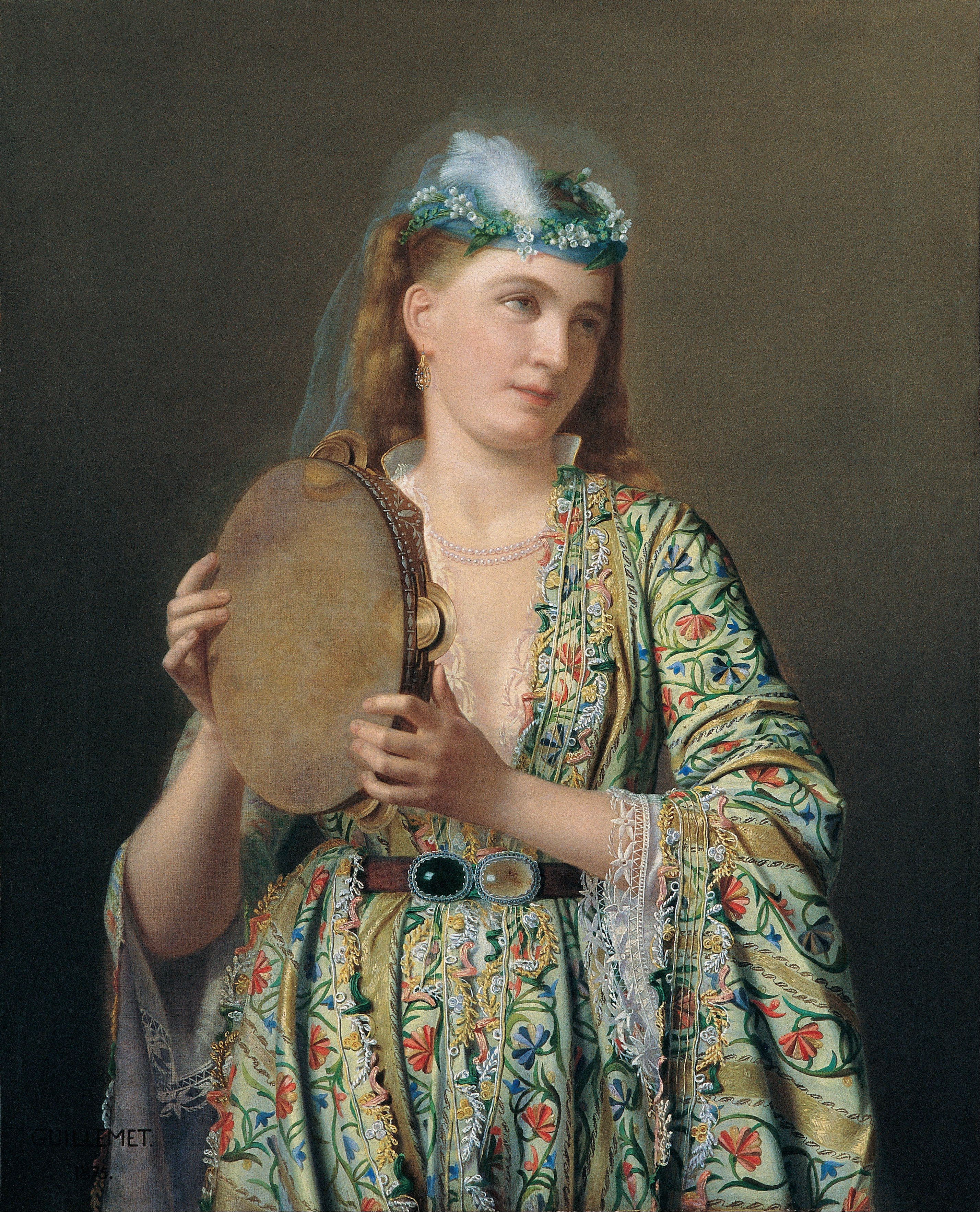
Favorite de la cour ottomane jouant du def, tableau de Pierre-Désiré Guillemet, 1875.
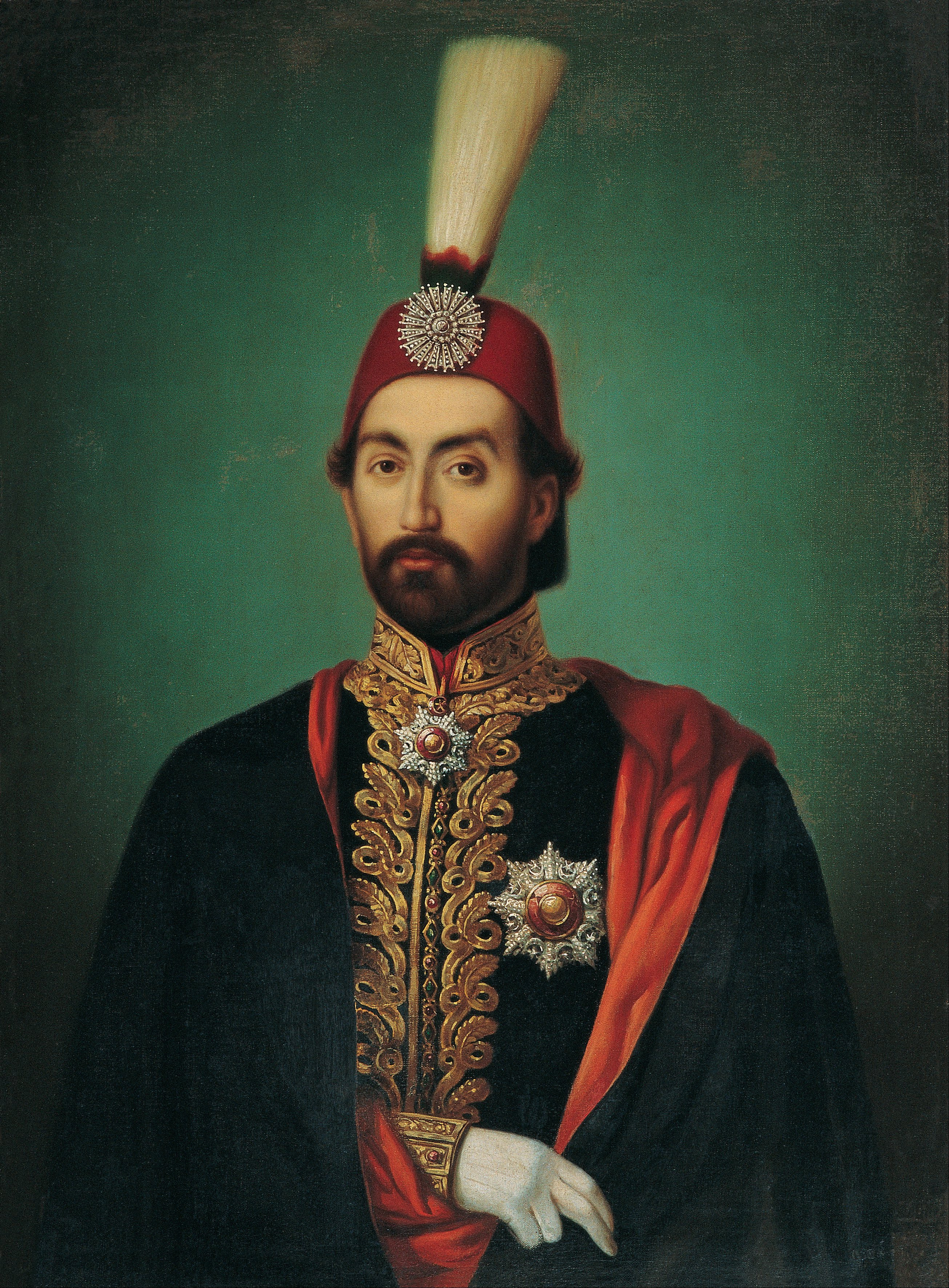
Le sultan Abdülmecid I, tableau anonyme, années 1850.
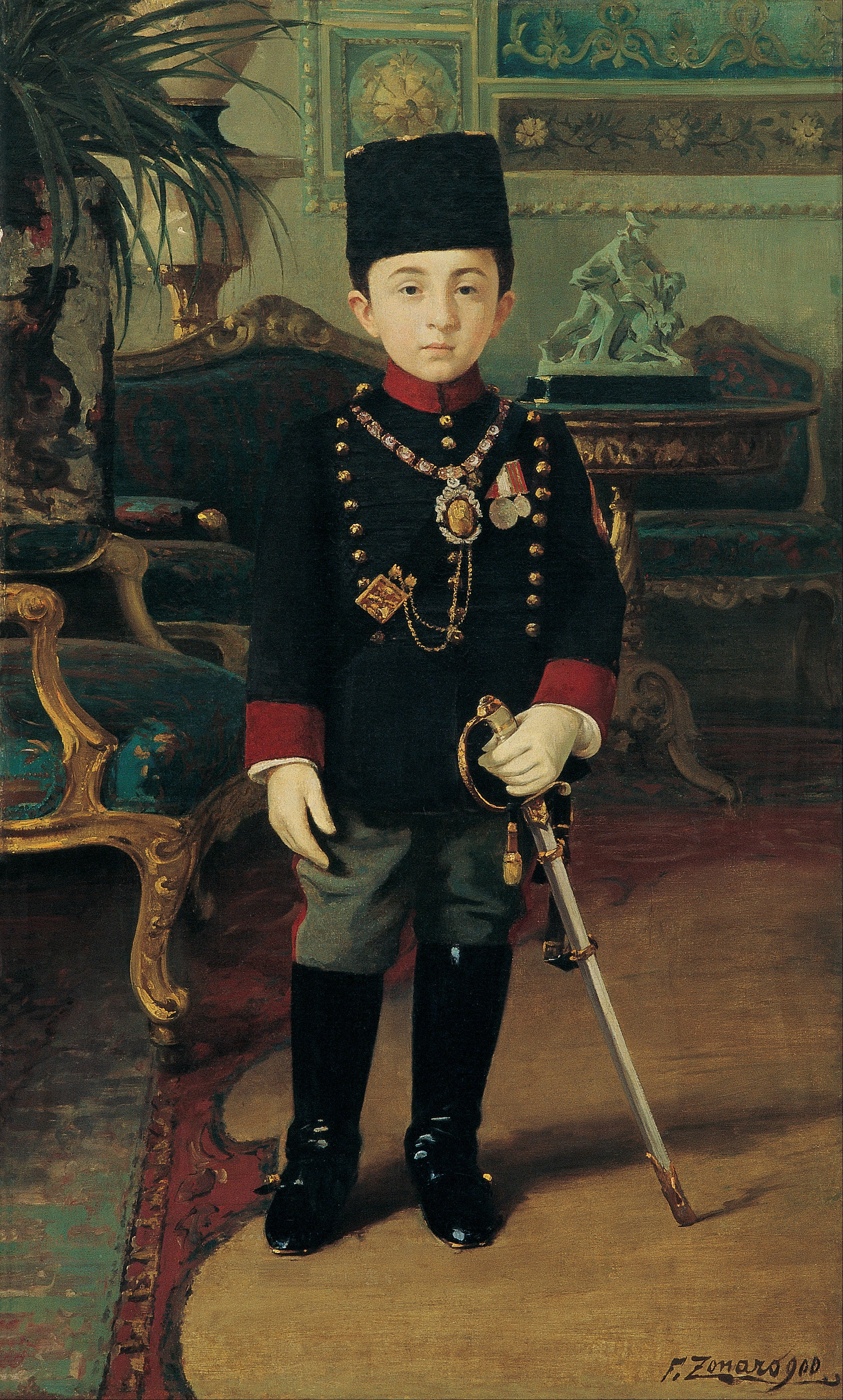
Un des derniers Şehzade (prince)